# Chiesa di Sant'Antonio Abate (Ville d'Anaunia)
La chiesa di Sant'Antonio Abate è la parrocchiale di Rallo, frazione di Ville d'Anaunia in Trentino. Fa parte della zona pastorale delle Valli del Noce e risale al XVI secolo.

## Storia

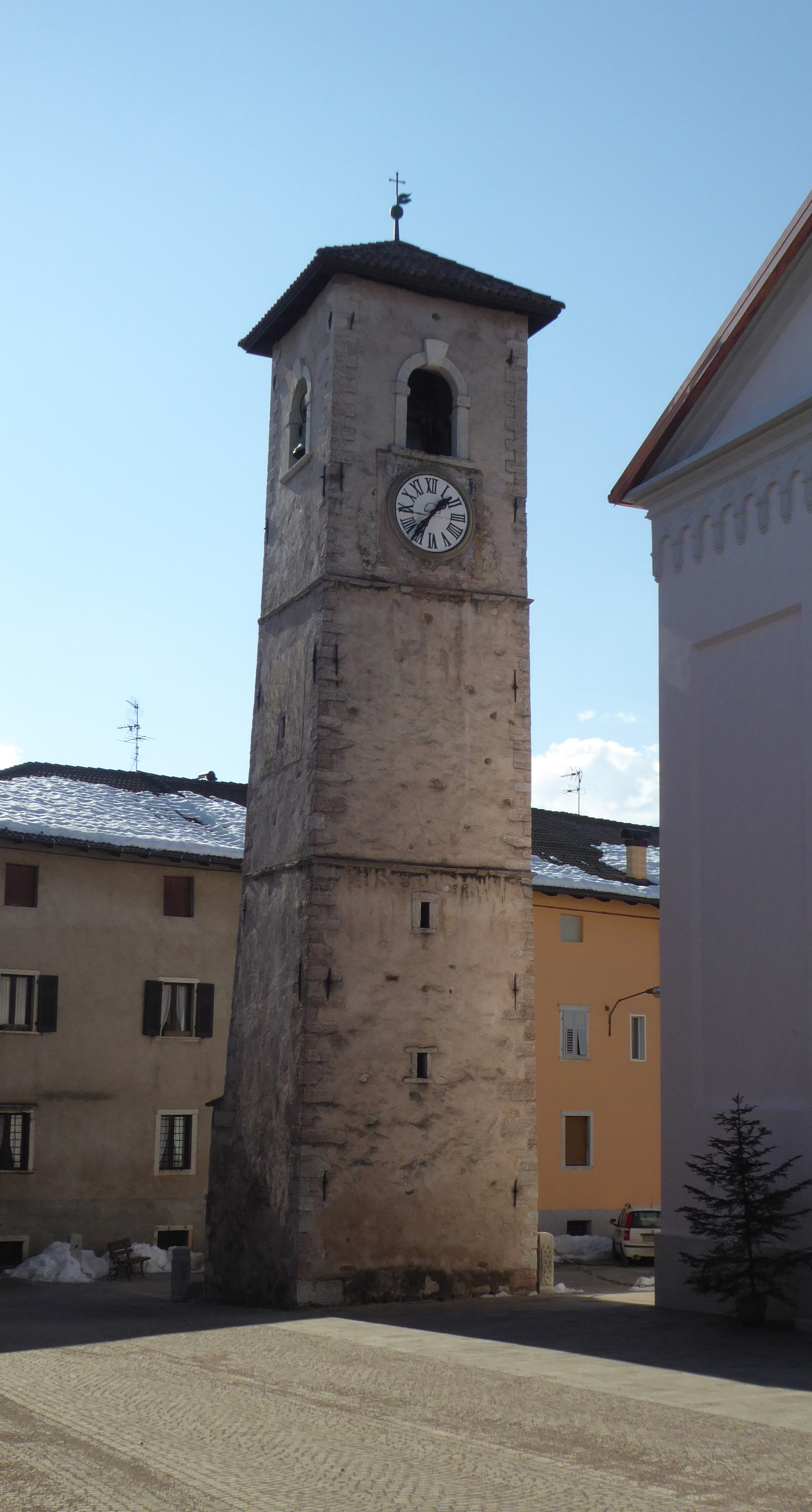
Torre campanaria, che risale al 1573 ed è la parte più antica della struttura.

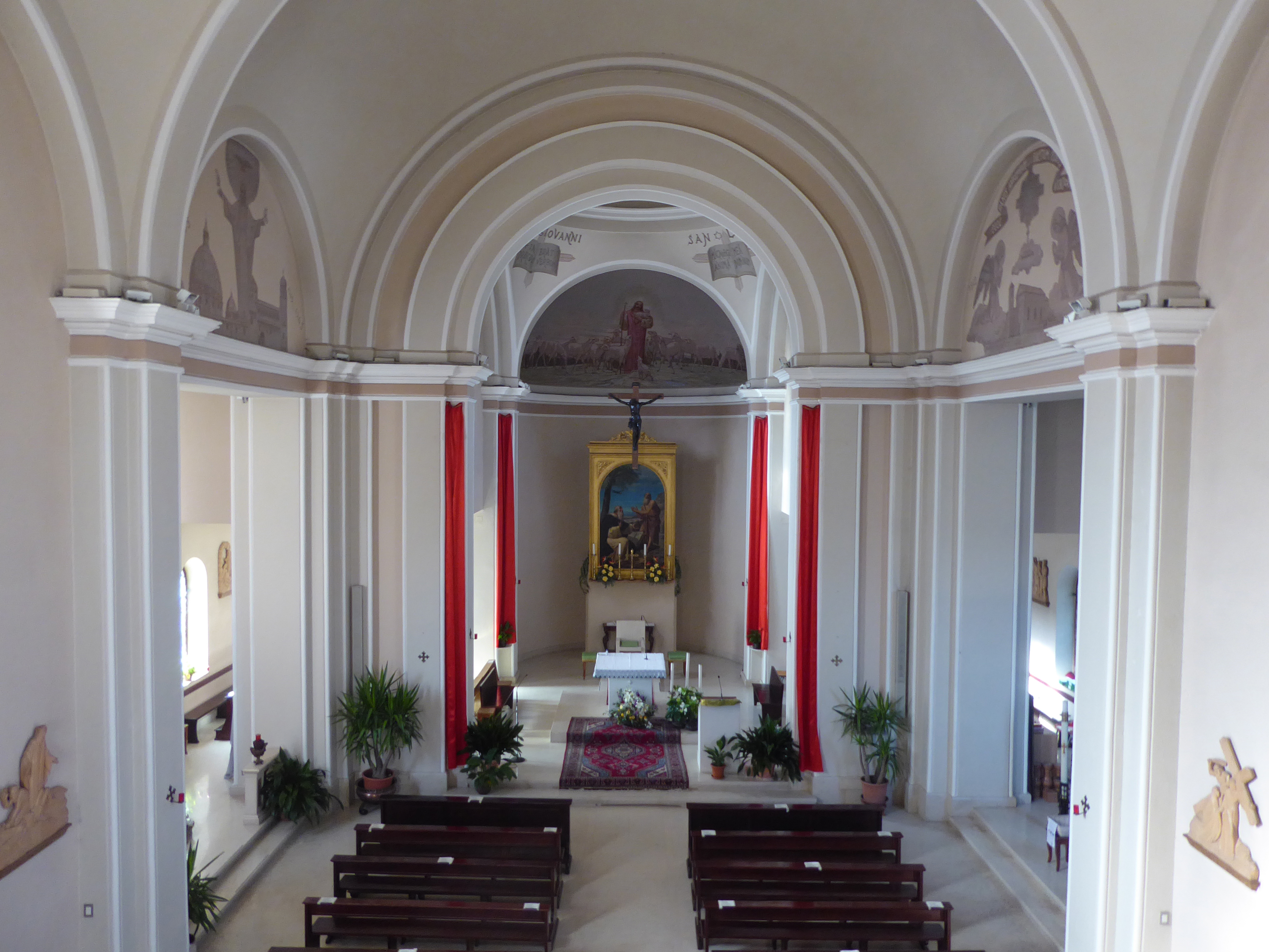
Interno della sala.

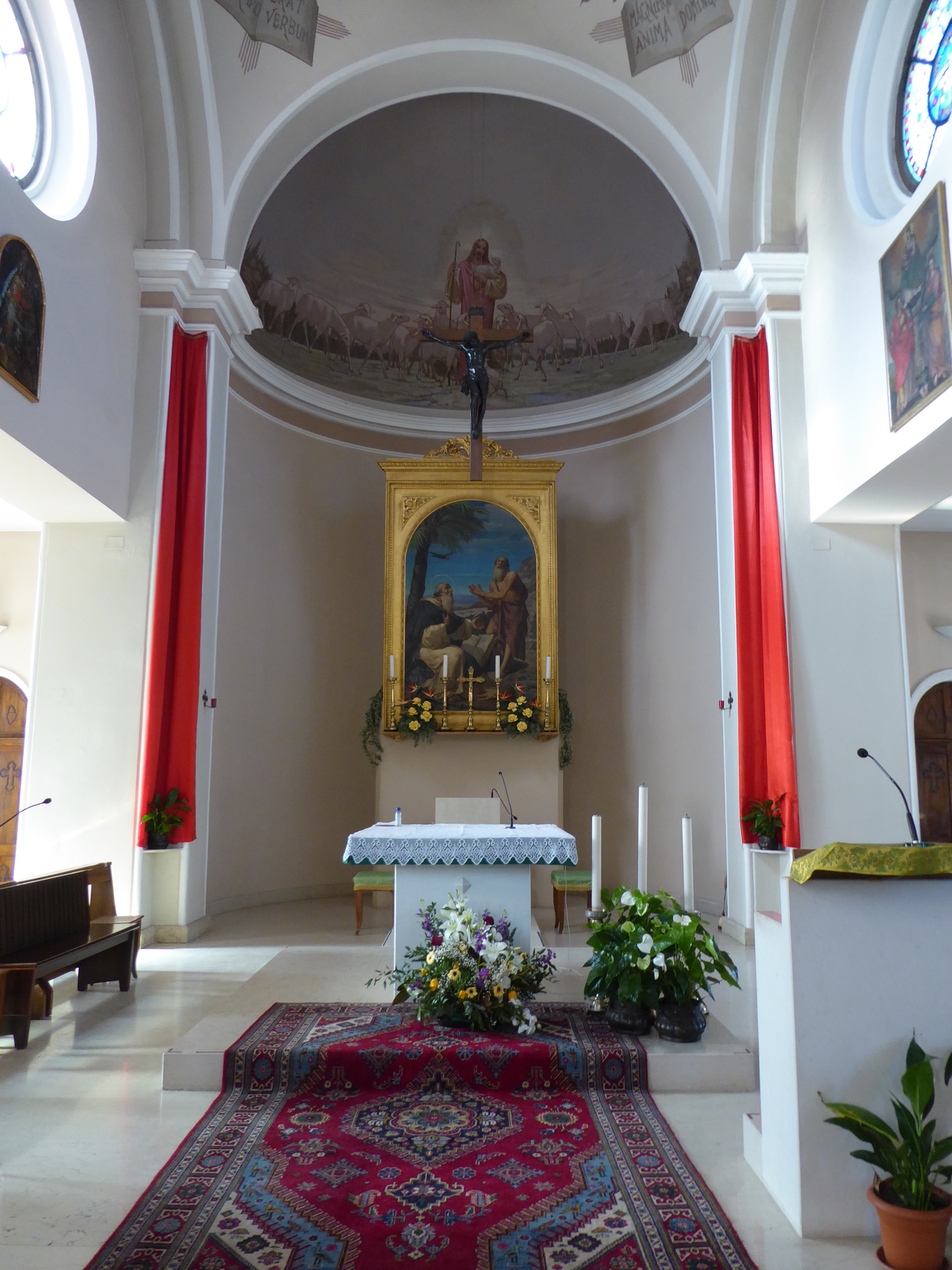
Altare maggiore.

La prima citazione del luogo di culto risale al 1537. Non è noto l'anno nel quale fu costruito l'edificio mentre la torre campanaria venne eretta nel 1573. La visita pastorale del 1616 prescrisse la scialbatura degli affreschi presenti, dei quali non si hanno altre notizie. Nel 1756 la torre campanaria fu sopraelevata.
Nella seconda metà del XIX secolo, a partire dal 1866, forse a causa di un incendio che danneggiò gravemente la struttura, fu necessaria la ricostruzione del luogo di culto. Durante tali lavori, il 9 gennaio 1868, furono benedette tre nuove campane. Il cantiere venne chiuso nel 1877 e la nuova chiesa fu benedetta il 28 ottobre 1877. Pochi anni dopo vennero installate le grandi vetrate policrome.
La chiesa viene elevata a dignità parrocchiale nel 1943 e circa venti anni dopo si procedette all'ampliamento dell'intera struttura con la posa di una nuova pavimentazione in tutta la sala. Fu utilizzato il granito rosa di Baveno per il presbiterio e lo sferogranito per il resto della navata. Le pareti interne furono arricchite di decorazioni realizzate da Luigi Delaidotti di Dorsino.
La solenne consacrazione fu celebrata il 25 agosto del 1963. Negli anni novanta vennero sistemate le adiacenze della chiesa; poi, nei primi anni del XXI secolo, vennero realizzati restauri conservativi e l'adeguamento liturgico.

## Descrizione

### Esterno
Il prospetto principale è molto semplice e lineare, a capanna, neoclassico, con un grande frontone triangolare. Il portale è in pietra, architravato e con lunetta soprastante. compreso in una cornice sulla cui sommità si trova la croce. 
La torre campanraia è isolata, staccata dal corpo dell'edificio e posta alla sua sinistra. Ha una struttura solida, in pietra a vista suddiviso in tre ordini da due marcapiani. La cella campanaria si apre con quattro finestre a monofora a tutto sesto e con una cornice in pietra chiara. La copertura è a piramide a base quadrata con coppi.

### Interno
La navata interna è unica e suddivisa in tre campate. Attraverso l'arco santo a tutto sesto si accede al presbiterio, leggermente elevato. Viene conservato l'altare maggiore storico dietro il quale si apre l'accesso alla sagrestia. Il catino absidale è arricchito dalle decorazioni di Luigi Delaidotti.